# Clemens Berger
Pour les articles homonymes, voir Berger (homonymie).
Clemens Berger (Güssing, 20 mai 1979) est un écrivain autrichien.

## Biographie
Clemens Berger étudie la philosophie et la publicité à Vienne, où il habite actuellement.

## Livres
- Der gehängte Mönch, 2003.
- Paul Beers Beweis, 2005.
- Die Wettesser, 2007.
- Gatsch / Und Jetzt. Zwei Stücke, 2009.
- Und hieb ihm das rechte Ohr ab, 2009.
- Das Streichelinstitut, 2010.
- Engel der Armen, 2011.
- Ein Versprechen von Gegenwart, 2013,  (ISBN 978-3-630-87410-4).
- Im Jahr des Panda, 2016,  (ISBN 978-3-630-87531-6).
- Der Präsident, 2020,  (ISBN 978-3-7017-1733-0).
- Haus des flüssigen Goldes, 2024  (ISBN 9783701717910).